# Kimmo Tarkkio
Kimmo Tarkkio (né le 15 janvier 1966 à Helsinki en Finlande) est un joueur de football international et entraîneur finlandais, qui jouait au poste d'attaquant.
Il est connu pour avoir terminé meilleur buteur du championnat de Finlande lors de la saison 1991 avec 23 buts.